# Sphragifera biplaga
Sphragifera biplaga är en fjärilsart som beskrevs av Walker 1857. Sphragifera biplaga ingår i släktet Sphragifera och familjen nattflyn. Inga underarter finns listade i Catalogue of Life.